# Maria De Jaeck
Maria Louisa Barbara De Jaeck (Sinaai, 4 december 1915 - aldaar, 11 juni 2019) of 'Juffrouw Maria' zoals ze in haar geboortedorp genoemd werd, was een geëngageerde vrouw, die zowel binnen als buiten haar professioneel leven haar stempel drukte: ze bouwde als directrice een wijkschooltje uit, lag aan de basis van de meisjeschiro in Sinaai, was de drijvende kracht achter de Katholieke Vereniging voor Gehandicapten en werd OCMW- en gemeenteraadslid in Sint-Niklaas. In 2008 werd ze ereburger van de stad Sint-Niklaas.

## Loopbaan in het onderwijs
De Jaeck werd op 4 december 1915 geboren in de Dorpsstraat in Sinaai als dochter van Jozef De Jaeck (Sinaai, 3/6/1885 - aldaar, 23/2/1969) en Felicitas Van Gremberghen (Sinaai, 23/9/1890 - aldaar, 4/2/1950). Haar vader was smid en haar moeder huisvrouw. Zelf bleef ze haar hele leven ongehuwd. Na haar lagere school in Sinaai ging ze op internaat in O.L.V.-Presentatie Sint-Niklaas, waar ze de onderwijsopleiding volgde. In 1935 ging ze als onderwijzeres aan de slag in de basisschool van de Lokerse O.L.V.-Presentatie in de P. Tackstraat. In 1947 werd ze aangesteld in het wijkschooltje op de Leebrug in Sinaai, toen nog opgesplitst in een meisjes- en een jongensschool. Ze is er eerst onderwijzeres en later directrice. Ze trok in 1968 de schoolpoort achter zich dicht, nadat ze het schooltje omgevormd heeft tot een gemengde school met kleuters en lager onderwijs.

## Sociaal engagement als levensmotto
Het einde van haar schoolloopbaan gaf een boost aan haar sociaal engagement, maar was er niet het begin van: in 1945 richtte ze de Sinaaise meisjeschiro op in de lokalen van het vroegere Klooster van Maria Reparatrix (de Reparatricen of de blauwkes) in het centrum van het dorp onder de naam Chiro Sint-Katharina (in 1977 veranderd naar Chiro Alleman). In 1969 werd ze lid van de Katholieke Vereniging voor Gehandicapten, waar ze al vlug voorzitster werd. Ze was een van de stuwende krachten op lokaal vlak, maar daar bleef het niet bij: ze werd verbondsondervoorzitter van het Waasland begin jaren '70 en speelde ook een rol op provinciaal en zelfs nationaal vlak als lid van de hoge raad volksopleiding: overal ten lande gaf ze voordrachten over integratie van mensen met een beperking. Dit leverde haar in Sinaai de titel 'Kroonjuweel van de KVG' op. 
In 1976 fusioneerde Sinaai met Sint-Niklaas en zette Maria de stap naar de politiek onder de slogan 'Stem vrouw zonder berouw'. In 1977 werd ze gemeenteraadslid en OCMW-raadslid voor de CVP en zette ze zich gedurende één legislatuur (1977 - 1982) vooral in voor sociale aangelegenheden. In 2008 werd ze voor haar verdiensten en inzet voor mensen met een beperking geëerd met het ereburgerschap van de stad Sint-Niklaas. 